# Серпень 2013
Серпень 2013 — восьмий місяць 2013 року, що розпочався в четвер 1 серпня та закінчився в суботу 31 серпня.

## Події
- 1 серпня
  -  Едвард Сноуден отримав тимчасовий притулок у Росії терміном на один рік.
- 6 серпня
  - У Туреччині оголосили вирок у справі «Ергенекон»: понад 250 підсудних визнали винними у спробі державного перевороту, кількох генералів ув'язнено довічно.
  - Шестеро людей загинули при аварії на хімічному концерні у Горлівці.[1]
  - Барак Обама скасував зустріч із Володимиром Путіним через справу Сноудена.
  - Закінчились 22-і Дифлімпійські ігри. Українські спортсмени посіли 2-загальнокомандне місце.
  - Від серцевого нападу помер український правозахисник, засновник та керівник Вінницької правозахисної групи Дмитро Гройсман.
- 11 серпня
  -  Дві людини загинуло, 16 осіб, у тому числі троє дітей поранені внаслідок вибуху побутового газу в 12-поверховому будинку в Луганську.[2][3]
- 9 серпня
  - Ольга Харлан здобула золоту медаль в індивідуальній шаблі на чемпіонаті світу з фехтування.
  - МВС України оголосило в розшук колишнього ректора НУДПСУ Петра Мельника, який втік з-під домашнього арешту.
- 12 серпня
  - Українська збірна у складі Ольга Харлан, Аліна Комащук, Галина Пундик, Олена Вороніна здобула золоту медаль в командній шаблі на чемпіонаті світу з фехтування.
- 13 серпня
  - Українка Ганна Мельниченко стала чемпіонкою у семиборстві на Чемпіонату світу з легкої атлетики у Москві (Росія).[4]
- 14 серпня
  - Російська Федерація почала економічну війну проти України[5].
- 28 серпня
  - Відкрився 70-й Венеційський кінофестиваль
- 29 серпня
  - Парламент Великої Британії відхилив пропозицію прем'єр-міністра Девіда Камерона про військову операцію проти Сирії
  - Президент Віктор Янукович запевнив, що Україна виконає умови, необхідні для підписання Угоди про асоціацію між Україною та ЄС